# Арзамасков, Владимир Иванович
Влади́мир Ива́нович Арзама́сков (7 апреля 1951 — 30 ноября 1985, Москва) — советский баскетболист. Рост 190 см Мастер спорта СССР международного класса (1973).
Окончил Государственный дважды орденоносный институт физической культуры им. П. Ф. Лесгафта (Ленинград).

## Биография
В 1969-77 гг. выступал за «Спартак» (Ленинград), в 1978 — за ЦСКА, в 1979-81 гг. — за СКА (Киев).
Именно Арзамасков стал невольным пособником гонений на Александра Белова, когда попросил последнего пронести через таможню иконы.
Работал инструктором по спорту на заводе «Электросила».
Погиб при загадочных обстоятельствах — выпал из окна гостиницы.

## Достижения
- Бронзовый призёр ОИ-76
- Чемпион СССР 1975, 1978, серебряный призёр чемпионатов СССР 1970-74, 1976
- Серебряный призёр Универсиады-1973
- Серебряный призёр VI Спартакиады народов СССР (1975) и VII (1977)
- Победитель турниров КОК 1973, 1975